# Finn Storgaard
Finn Storgaard (* 26. September 1943 in Kopenhagen) ist ein dänischer Schauspieler.

## Werdegang
Vor seiner Schauspielausbildung studierte Storgaard zunächst Musik, Englisch und Dramaturgie an der Universität Aarhus und trat als Komparse am Aarhus Teater auf. Seine Ausbildung, die er 1968 abschloss, erhielt er an der Schauspielschule des Königlichen Theaters in Kopenhagen. 1967 gab er sein Bühnendebüt; in der Folgezeit spielte er zahlreiche Rollen am Königlichen Theater, später unter anderem auch am Aalborg Teater, am Folketeatret oder am Aveny Teatret.
Seine Filmkarriere begann 1969 mit der Hauptrolle in Midt i en jazztid. Im gleichen Jahr spielte er eine größere Rolle in dem dänisch-amerikanischen Erotikfilm Trekanter, der erst 1972 in Dänemark veröffentlicht wurde. Im Fernsehen wurde er vor allem als Tue in der Serie Oh, diese Mieter bekannt. Daneben sprach er auch die Titelrolle in der dänischen Synchronfassung des Disney-Zeichentrickfilms Robin Hood (1973).
Neben seiner Schauspielkarriere ist Finn Storgaard auch als bildender Künstler aktiv. 1968 heiratete er seine Kommilitonin an der Schauspielschule, die Schauspielerin Lotte Horne.

## Filmografie
- 1969: Midt i en jazztid
- 1969: Trekanter
- 1970–1973; 1977: Oh, diese Mieter (Huset på Christianshavn; Fernsehserie)
- 1971: Ballade på Christianshavn
- 1971: Hjemme hos William (Fernsehfilm)
- 1971: Nattens frelse (Fernsehfilm)
- 1972: På vej til Hilda (Fernsehfilm)
- 1972: Nu går den på Dagmar
- 1973: Don Juan (Fernsehfilm)
- 1973: Den stundesløse (Fernsehfilm)
- 1973: Seks roller søger en forfatter (Fernsehfilm)
- 1975: I Danmark er jeg død (Fernsehfilm)
- 1975: Dr. Lemmas problem (Fernsehfilm)
- 1975: Die Olsenbande stellt die Weichen (Olsen-banden på sporet)
- 1976: Alt hvad jeg har gjort, alt hvad jeg har mistet (Fernsehfilm)
- 1978: Ludvigsbakke (Fernsehserie; 2 Episoden)
- 1979–1981: Die Leute von Korsbaek (Matador, Fernsehserie; 4 Episoden)
- 1979: Dina (Fernsehfilm)
- 1979: Baronens testamente (Fernsehfilm)
- 1980: En by i provinsen (Fernsehserie; Episodenrolle)
- 1981: Krigsdøtre (Fernsehserie; Episodenrolle)
- 1981: Helligtrekongersaften (Fernsehfilm)
- 1982: Opbrud inden døre (Fernsehfilm)
- 1982: Mille og Mikkel (Fernsehserie; Episodenrolle)
- 1984: Niels Klims underjordiske rejse (Fernsehserie)
- 1988: Næste sommer måske – ingen vej tilbage (Fernsehfilm)
- 1989: En afgrund af frihed
- 1989: 1814 (Fernsehmehrteiler; Episodenrolle)
- 1996: Landsbyen (Fernsehserie; Episodenrolle)
- 1996: Hjem til fem (Fernsehserie; Episodenrolle)
- 1997: Taxa (Fernsehserie; 2 Episoden)
- 1997: Alletiders julemand (Fernsehserie; Episodenrolle)
- 1997–1998: Strisser på Samsø (Fernsehserie)
- 2002: Hotellet (Fernsehserie; Episodenrolle)
- 2002: Perforama (Fernsehserie; Episodenrolle)
- 2003: Nikolaj og Julie (Fernsehserie; Episodenrolle)
- 2005: Nordkraft
- 2005: Die wundersamen Reisen des Hans Christian Andersen (H.C. Andersen – historien om en digter; Fernsehfilm, Stimme)
- 2005: Fluerne på væggen
- 2006: Krøniken (Fernsehserie, Episodenrolle)
- 2007: Papa (Kurzfilm)
- 2007: Kommissarin Lund – Das Verbrechen (Forbrydelsen; Fernsehserie; 2 Episoden)
- 2014: Banken: New Normal (Fernsehserie)